# Organismo unicelular
Un organismo unicelular es aquel que está compuesto por una sola célula en comparación con los organismos pluricelulares constituidos por varias células. Algunos ejemplos de organismos unicelulares son la mayoría de los procariotas (bacterias y arqueas), los protozoos, algunos hongos como las levaduras y algunas algas como las diatomeas. 
Los organismos unicelulares representan la inmensa mayoría de los seres vivos que pueblan actualmente la Tierra; en número sobrepasan con mucho a los organismos pluricelulares en el planeta. 
La mayoría de organismos unicelulares son procariotas, como las bacterias, pero existen algunos organismos unicelulares eucariotas, como los protozoos.
La circulación en los organismos unicelulares se realiza por el movimiento del citoplasma de la célula que se denomina ciclosis.
Los organismos unicelulares están constituidos por una célula, en cambio los organismos pluricelulares están formados por varias células juntas especializadas en determinadas funciones. Juntas hacen tejidos; esos tejidos se unen y forman órganos, y un conjunto de órganos forman un sistema de órganos, y finalmente una agrupación de estos forma un organismo complejo.
Al ser organismos conformados por una única célula, los organismos unicelulares se clasifican como organismos microscópicos, sin embargo existen excepciones; por ejemplo los xenofióforos, son foraminíferos unicelulares que han desarrollado un gran tamaño, los cuales alcanzan tamaños macroscópicos de hasta 20 cm.

## Origen
Los protobiontes un tipo de estructura abiótica lipídica, fueron los precursores de los organismos unicelulares actuales. Aunque el origen de la vida sigue siendo en gran parte un misterio, la teoría que prevalece actualmente, conocida como la hipótesis del mundo de ARN sostiene que, las primeras moléculas de ARN habrían sido la base para catalizar las reacciones químicas orgánicas y la autorreplicación.
La compartimentación era necesaria para que las reacciones químicas fueran más probables, así como para diferenciar las reacciones con el entorno externo. Por ejemplo, una ribozima replicadora de ARN temprana o un viroide puede haber replicado otras ribozimas replicadoras de diferentes secuencias de ARN si no se mantienen separadas. 
Cuando los anfífilos, como los lípidos, se colocan en agua, las colas hidrofóbicas (temerosas del agua) se agregan para formar micelas y vesículas, con los extremos hidrofílicos (amantes del agua) mirando hacia afuera. Es probable que los protobiontes usaran vesículas de ácidos grasos autoensambladas para separar las reacciones químicas del medio ambiente. Debido a su simplicidad y capacidad para autoensamblarse en agua, es probable que estas membranas simples fueran anteriores a otras formas de moléculas biológicas tempranas. 
Se cree que el proceso de la abiogénesis duró entre 4450 y 4250 millones de años y que los primeros organismos unicelulares surgieron hace 4250 millones de años con el último antepasado común universal (LUCA). Las bacterias y las arqueas pudieron surgir hace 4200 millones de años y los eucariotas hace 2500 millones de años. Tal como lo sugiere el registro fósil y los relojes moleculares. Hasta ahora los fósiles más antiguos de bacterias y arqueas tienen 3770 millones de años y los de eucariotas 2200 millones de años.

## Procariotas
Los procariotas carecen de orgánulos unidos a la membrana, como las mitocondrias o un núcleo. En cambio, la mayoría de los procariotas tienen una región irregular que contiene ADN, conocida como nucleoide. La mayoría de los procariotas tienen un cromosoma circular único, que contrasta con los eucariotas, que normalmente tienen cromosomas lineales. Nutricionalmente, los procariotas tienen la capacidad de utilizar una amplia gama de material orgánico e inorgánico para su uso en el metabolismo, incluidos azufre, celulosa, amoníaco o nitrito. Los procariotas en su conjunto son ubicuos en el medio ambiente y también existen en ambientes extremos.

### Bacterias

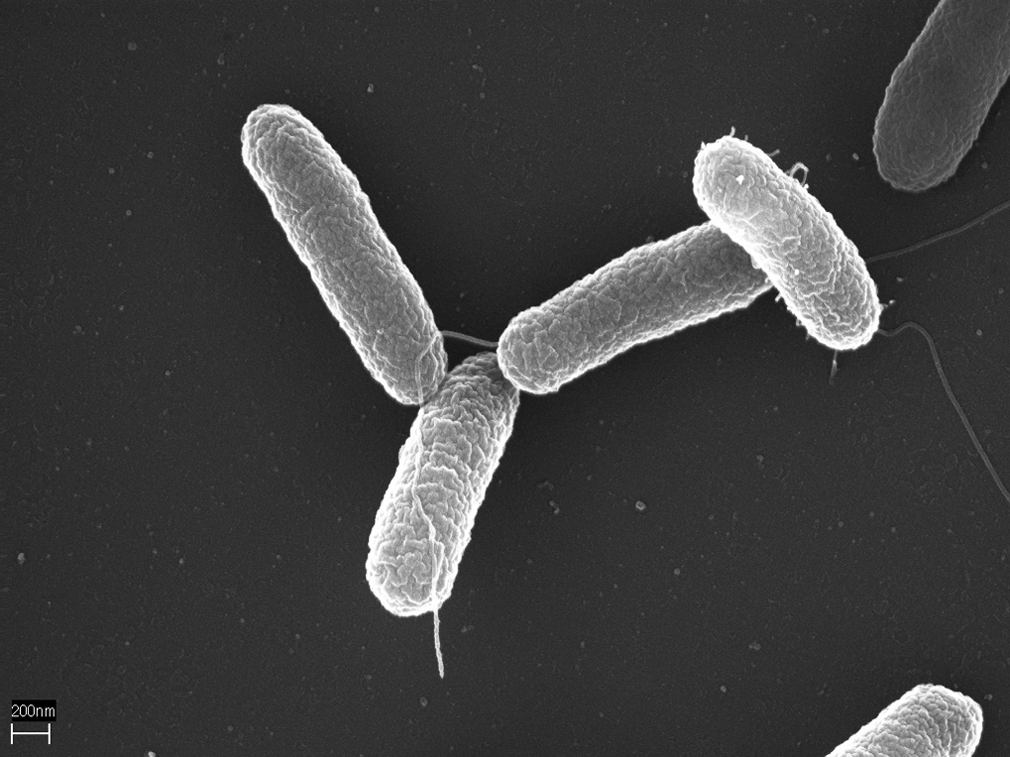
Salmonella typhimurium.

Las bacterias son una de las formas de vida más antiguas del mundo y se encuentran prácticamente en todas partes en la naturaleza. Muchas bacterias comunes tienen plásmidos, que son moléculas de ADN cortas, circulares y autorreplicantes que están separadas del cromosoma bacteriano. Los plásmidos pueden portar genes responsables de nuevas capacidades, siendo la resistencia a los antibióticos de importancia crítica en la actualidad. Las bacterias se reproducen predominantemente asexualmente a través de un proceso llamado fisión binaria. Sin embargo, alrededor de 80 especies diferentes pueden sufrir un proceso sexual conocido como transformación genética natural. La transformación es un proceso bacteriano para transferir ADN de una célula a otra y aparentemente es una adaptación para reparar el daño del ADN en la célula receptora. Además, los plásmidos se pueden intercambiar mediante el uso de un pilus en un proceso conocido como conjugación.
Las cianobacterias fotosintéticas son posiblemente las bacterias más exitosas y cambiaron la atmósfera primitiva de la tierra oxigenándola. Los estromatolitos, estructuras formadas por capas de carbonato de calcio y sedimentos atrapados que quedan de las cianobacterias y las bacterias comunitarias asociadas, dejaron extensos registros fósiles. La existencia de estromatolitos da un registro excelente en cuanto al desarrollo de cianobacterias, que están representadas en los eones Arcaico (hace 4 mil millones a 2.5 mil millones de años), Proterozoico (hace 2.5 mil millones a 540 millones de años) y Fanerozoico (540 millones de años hasta la actualidad). Gran parte de los estromatolitos fosilizados del mundo se pueden encontrar en Australia Occidental. Allí, se han encontrado algunos de los estromatolitos más antiguos, algunos datan de hace unos 3.460 millones de años.
El envejecimiento clonal ocurre naturalmente en las bacterias y aparentemente se debe a la acumulación de daño que puede ocurrir incluso en ausencia de factores estresantes externos.

### Arqueas

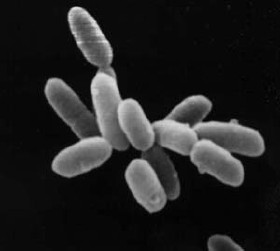
Haloarqueas.

Las arqueas son similares en apariencia a las bacterias y por ello se clasificaron tradicionalmente como bacterias, pero tienen diferencias moleculares significativas más notables en su estructura de membrana y ARN ribosómico. Al secuenciar el ARN ribosómico, se encontró que las arqueas se separaron tempranamente de las bacterias verdaderas y fueron las precursoras de los eucariotas y de hecho algunas arqueas están más relacionadas filogenéticamente con los eucariotas que con otras arqueas. Se cree que los eucariotas surgieron de una arquea Asgard (Promethearchaeota) en un evento endosimbiótico con una alfaproteobacteria que originaría las mitocondrias. Como sugiere su nombre, "Archaea" proviene de una palabra griega archaios, que significa original, antiguo o primitivo.
Algunas arqueas habitan en los entornos biológicamente más inhóspitos de la tierra, y se cree que, de alguna manera, imitan las condiciones tempranas y duras a las que probablemente estuvo expuesta la vida. Ejemplos de estos extremófilos arcaicos son los siguientes:
- Termófilos, temperatura óptima de crecimiento de 50 °C-110 °C, ejemplos son los géneros Pyrobaculum, Pyrodictium, Pyrococcus y Melanopyrus.
- Psicrófilos, temperatura óptima de crecimiento inferior a 15 °C, ejemplos son los géneros Methanogenium y Halorubrum.
- Alcalifilos, pH óptimo de crecimiento superior a 8, ejemplo el género Natronomonas.
- Acidófilos, pH óptimo de crecimiento inferior a 3, ejemplos son los géneros Sulfolobus y Picrophilus.
- Piezófilos (también conocidos como barófilos) prefieren altas presiones de hasta 130 MPa, como los ambientes oceánicos profundos, ejemplos son los géneros Methanococcus y Pyrococcus.
- Halófilos crecen óptimamente en altas concentraciones de sal entre 0,2 M y 5,2 M de NaCl, ejemplos son los géneros Haloarcula, Haloferax, Halococcus.

Los metanógenos son un subconjunto significativo de arqueas e incluyen muchos extremófilos, pero también son ubicuos en ambientes de humedales, así como en los rumiantes y el intestino posterior de los animales. Este proceso utiliza hidrógeno para reducir el dióxido de carbono en metano, liberando energía en la forma utilizable de trifosfato de adenosina. Son los únicos organismos conocidos capaces de producir metano. Bajo condiciones ambientales estresantes que causan daño al ADN, algunas especies de arqueas se agregan y transfieren ADN entre las células. La función de esta transferencia parece ser reemplazar la información de la secuencia de ADN dañada en la célula receptora por información de la secuencia no dañada de la célula donante.

## Eucariotas
Los eucariotas contienen orgánulos unidos a la membrana, como mitocondrias, un núcleo y cloroplastos. Las células procariotas probablemente dieron origen a las células eucariotas hace 2500 millones de años. Este fue un paso importante en la evolución. A diferencia de los procariotas, los eucariotas se reproducen mediante mitosis y meiosis. El sexo parece ser un atributo omnipresente, antiguo e inherente de la vida eucariota. La meiosis, un verdadero estado sexual, permite la reparación recombinacional eficiente del daño del ADN  y una mayor variedad de diversidad genética al combinar el ADN de los padres seguido de la recombinación. Las funciones metabólicas en eucariotas son más especializadas y también al dividir procesos específicos en orgánulos.
La teoría endosimbiótica ampliamente aceptada sostiene que las mitocondrias y los cloroplastos tienen un origen bacteriano. Ambos orgánulos contienen sus propios conjuntos de ADN y tienen ribosomas similares a bacterias. Es probable que las mitocondrias modernas fueran una vez una alfaproteobacteria similar a Rickettsia, con la capacidad parasitaria de entrar en una célula. Sin embargo, si las bacterias fueran capaces de respirar, habría sido beneficioso para la célula más grande permitir que el parásito viviera a cambio de energía y desintoxicación de oxígeno. Los cloroplastos probablemente se convirtieron en simbilantes a través de un conjunto similar de eventos, y son descendientes de cianobacterias. Si bien no todos los eucariotas tienen mitocondrias o cloroplastos, las mitocondrias se encuentran en la mayoría de los eucariotas y los cloroplastos se encuentran en todas las plantas y algas. La fotosíntesis y la respiración son esencialmente opuestas, y el advenimiento de la respiración junto con la fotosíntesis permitió un acceso mucho mayor a la energía que la fermentación sola.

### Protozoos

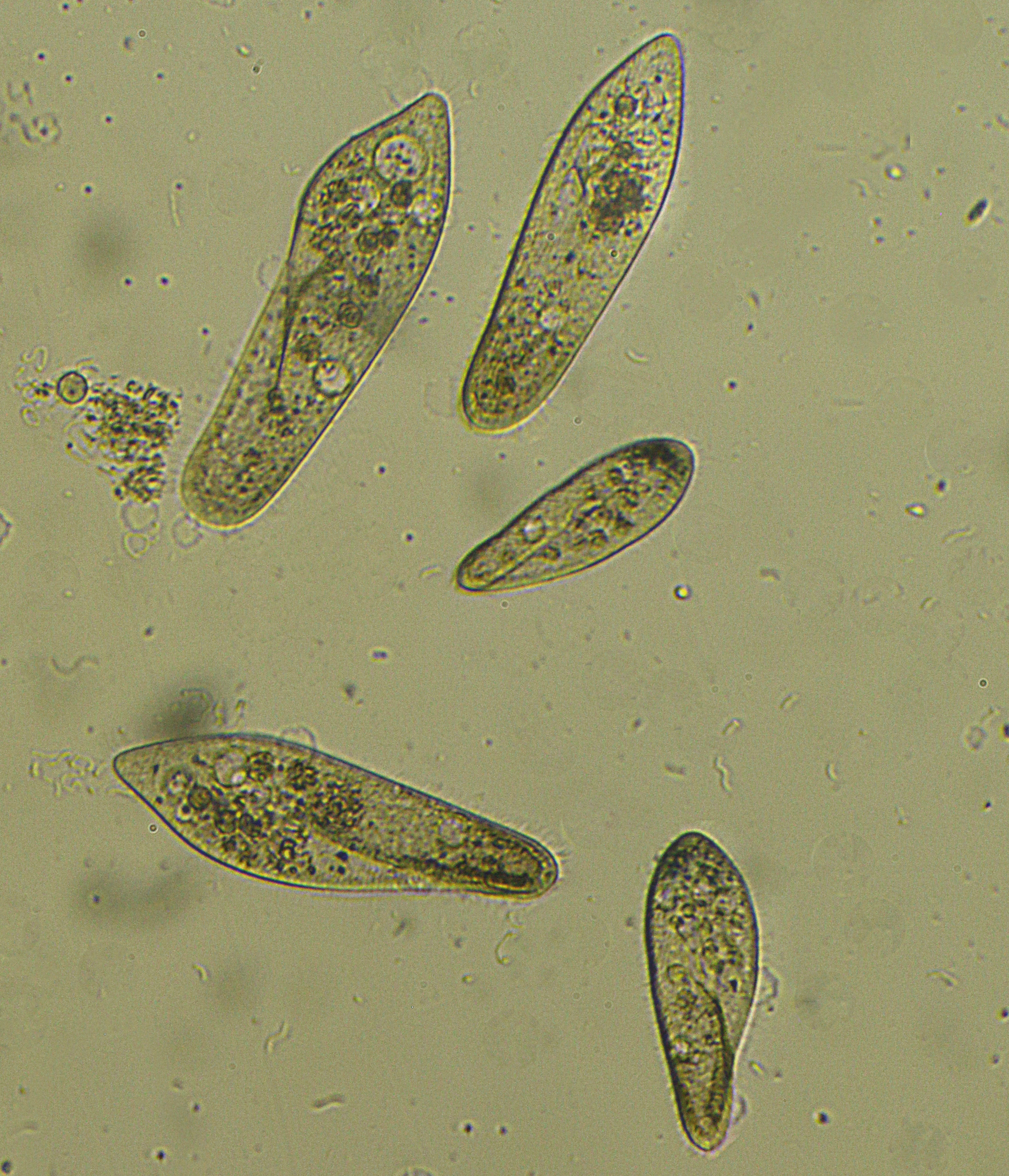
Paramecium.

Los protozoos se definen en gran medida por su método de locomoción, incluidos flagelos, cilios y pseudópodos. Los protozoos, al igual que las plantas y los animales, se pueden considerar heterótrofos o autótrofos. Los autótrofos como Euglena son capaces de producir su energía mediante la fotosíntesis, mientras que los protozoos heterótrofos consumen alimentos canalizándolos a través de un esófago con forma de boca o envolviéndolos con pseudópodos, una forma de fagocitosis. Los protozoos se reproducen mayormente de manera asexual, aunque algunos son capaces de reproducirse sexualmente. Ejemplos de protozoos con capacidad de reproducción sexual son las especies patógenas Plasmodium falciparum, Toxoplasma gondii, Trypanosoma brucei, Giardia duodenalis y Leishmania. 
Los ciliados, son un grupo de protozoos que utilizan cilios para la locomoción. Los ejemplos incluyen Paramecium, Stentor y Vorticella. Los ciliados son muy abundantes en casi todos los entornos donde se puede encontrar agua, y los cilios laten rítmicamente para impulsar al organismo. Muchos ciliados tienen tricocistos, que son orgánulos en forma de lanza que se pueden descargar para atrapar presas, anclarse o para defenderse. Los ciliados también son capaces de reproducirse sexualmente y utilizan dos núcleos exclusivos de los ciliados: un macronúcleo para el control metabólico normal y unmicronúcleo que sufre meiosis. Ejemplos de tales ciliados son Paramecium y Tetrahymena que probablemente emplean la recombinación meiótica para reparar el daño del ADN adquirido en condiciones estresantes.
Las amebas utilizan pseudópodos y flujo citoplásmico para moverse en su entorno. Entamoeba histolytica es la causa de la amebiasis y parece ser capaz de producir meiosis.

### Algas unicelulares

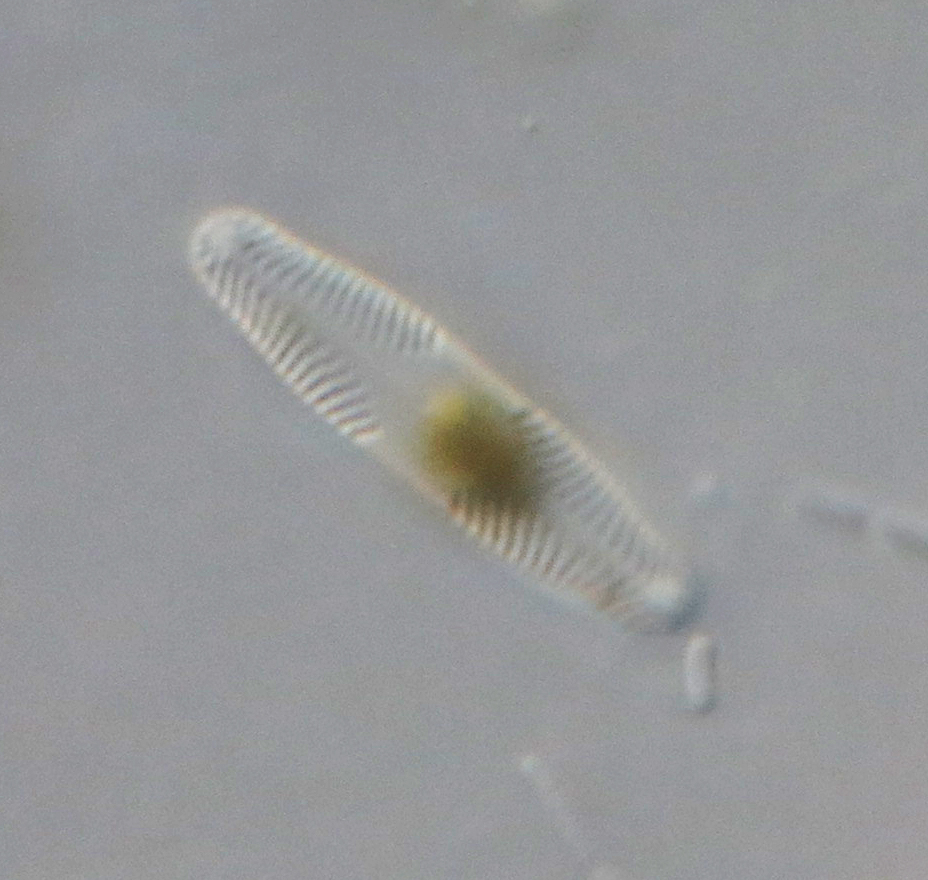
Diatomea.

Las algas unicelulares son autótrofas similares a las plantas y contienen clorofila. Incluyen grupos que tienen especies tanto multicelulares como unicelulares:
- Euglenophyta, algas flageladas, en su mayoría unicelulares que se encuentran a menudo en agua dulce. En contraste con la mayoría de las otras algas, carecen de paredes celulares y pueden ser mixotróficas (tanto autótrofas como heterótrofas). Un ejemplo es Euglena.
- Clorofita (alga verde), principalmente algas unicelulares que se encuentran en el agua dulce. Las clorofitas son de particular importancia porque se cree que están más estrechamente relacionadas con la evolución de las plantas terrestres.[23]
- Diatomeas, algas unicelulares que tienen paredes celulares silíceas. Son la forma más abundante de algas en el océano, aunque también se pueden encontrar en agua dulce. Representan aproximadamente el 40% de la producción marina primaria del mundo y producen aproximadamente el 25% del oxígeno del mundo. Las diatomeas son muy diversas y comprenden alrededor de 100.000 especies.[24]
- Dinoflagelados, algas unicelulares flageladas, algunas blindadas con celulosa. Los dinoflagelados pueden ser mixotróficos y son las algas responsables de la marea roja. Algunos dinoflagelados, como Pyrocystis fusiformis son capaces de bioluminiscencia.[25]

### Hongos unicelulares

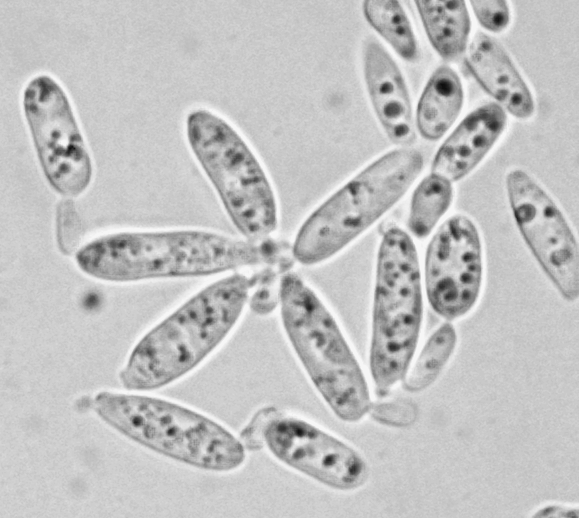
Meredithblackwellia eburnea, una levadura.

Los hongos unicelulares incluyen las levaduras, los opistosporidios y algunos quitridios. Los hongos se encuentran en la mayoría de los hábitats, aunque la mayoría se encuentran en tierra. Las levaduras se reproducen a través de la mitosis, y muchas usan un proceso llamado gemación, donde la mayor parte del citoplasma está retenido por la célula madre. Saccharomyces cerevisiae fermenta los carbohidratos en dióxido de carbono y alcohol. Se utiliza en la elaboración de cerveza y pan. S. cerevisiae también es un organismo modelo importante, ya que es un organismo eucariota que es fácil de cultivar. Se ha utilizado para investigar el cáncer y las enfermedades neurodegenerativas, así como para comprender el ciclo celular. Además, la investigación con S. cerevisiae ha jugado un papel central en la comprensión del mecanismo de recombinación meiótica y la función adaptativa de la meiosis. Candida responsable de la candidiasis, causa infecciones de la boca y / o garganta (conocidas como aftas) y la vagina (comúnmente llamadas infecciones por hongos).

## Nuevo tipo (paracariotas)

Dibujo esquemático de la morfología de Parakaryon.

En 2012 en fuentes hidrotermales de Japón se llevó a cabo el descubrimiento de Parakaryon myojinensis un organismo unicelular que presenta características que no encajan con las células de los otros tres dominios y probablemente constituya su propio dominio Parakaryota, es decir organismos paracariotas. Parakaryon myojinensis al igual que los eucariotas tiene núcleo y otros endosimbiontes en su célula, sin embargo su envoltura nuclear es de una sola capa, no hecha de dos membranas concéntricas como en cualquier eucariota y el material genético está almacenado como en las bacterias, en filamentos y no en cromosomas lineales. Además no presenta retículo endoplásmico, aparato de Golgi, citoesqueleto, mitocondrias, poros nucleares y carece totalmente de flagelo. Los ribosomas se encuentran no solo en el citoplasma sino también en el núcleo. Posee una pared celular compuesta por peptidoglucanos al igual que las bacterias y su modo de nutrición es osmótrofa.
Es difícil precisar su relación filogenética con los otros seres vivos porque solo se ha encontrado un espécimen y su genoma no ha podido ser secuenciado. Según algunos autores sería un organismo intermediario entre los procariotas y los eucariotas. Este tipo de organismo si podrá integrarse al árbol de la vida si se logra  secuenciar su genoma y compararse con los otros seres vivos.